# Cayuga (New York)
Cayuga ist ein Ort mit dem Status Village im Cayuga County des US-amerikanischen Bundesstaates New York. Der Ort liegt im Westteil der Town of Aurelius. Cayuga hatte nach der Volkszählung von 2000 509 Einwohner, die auf einer Fläche von ca. 3,5 km² leben.
Der Name der Ortschaft kommt vom Volk der Cayuga und vom See Cayuga Lake, der nach diesem Indianerstamm benannt wurde.